# كينيث شيلي
كينيث شيلي (بالإنجليزية: Kenneth Shelley)‏ هو متزلج فني أمريكي، ولد في 4 أكتوبر 1951 في داوني في الولايات المتحدة.

## وصلات خارجية
- كينيث شيلي على موقع قاعدة بيانات برودواي على الإنترنت (الإنجليزية)

- كينيث شيلي على موقع أوليمبيديا (الإنجليزية)